# فلچر اف‌یو-۲۴
فلچر اف‌یو-۲۴ (به انگلیسی: PAC_Fletcher) یک هواگرد ملخ‌پیشین تک‌موتوره از نوع سم پاش ساخت شرکت Fletcher Aviation است. هواگرد فلچر اف‌یو-۲۴ نخستین پروازش را در ۱۴ ژوئن ۱۹۵۴ میلادی انجام داد. در مجموع، تعداد ۲۹۷ فروند از این هواگرد ساخته شده‌است.
طراح این هواگرد، John Thorp بود.